# Bandraboua
Bandraboua é uma comuna francesa no departamento ultramarino de Mayotte. Estende-se por uma área de 32.37 km², e possui 13.989 habitantes, segundo o censo de 2018, com uma densidade de 430 hab/km².